# Ove Eklund
Ove Eklund (Hallstahammar, 30 gennaio 1946) è un ex calciatore svedese, di ruolo attaccante.
È stato il capocannoniere del campionato svedese nel 1968 con 16 reti.

## Palmarès

### Club

#### Competizioni nazionali
- Coppa di Svezia: 2

Åtvidaberg: 1969-1970, 1970-1971